# 未解決的哲學問題
本文列出了一些在在哲学中悬而未决的问题。显然，这些问题往往是世俗的，例如生命的意义、我们从何而来、什么是现实等等。不过，哲学家们一般给予严肃的哲学问题具体的名称或议题，来指明特定的处理问题的方法或者推论过程。因此，宏大的不严谨论题就变得可掌控了。自然地，把「给‘生命’归类」（或类似的含糊归类）看作是「未解决的哲学问题」，就超出了本条目的范畴。

## 知識論

### 葛提爾問題
知識之認證乃為知識論之重點。但美國哲學家愛德蒙德·葛提爾在一篇只有三頁紙的論文中質疑當時哲學界公認的知識的定義：「知識是得到辯護的真信念」（也稱為知識三要素），他提出了兩個反例，說明即使是得到辯護的真信念，也未必是知識，因此就有葛提爾問題：「應當怎樣補充或修改知識三要素，才能完整地定義知識的概念？」
以下是一個知識三要素的反例：草原遠方有隻披著羊皮的狗，那隻狗會學羊的叫聲，並且有羊的氣味，一般人從遠方看到、聽到甚至聞到的，都和對羊向來的認知無異，並且也未見到那隻「羊」有狗的特徵，所以可以大膽推論：「草原遠方有隻羊」。其實確實有隻真正的羊也在那片草原，只是在觀察時未發現到，如此，你可否表示你具有「草原遠方有隻羊」的知識？

### 标准问题
标准问题（英語：Problem of criterion），由美国哲学家罗德里克·奇泽姆在他的著作《知识的理论》中阐明：
1. 我们知道什么？我们能知道的范围是什么？
2. 我们怎么知道？知道的标准是什么？

## 美學

### 本質主義
本質主義的概念就是每一個藝術媒介（建筑、手工艺品、绘画作品、电子化设备等等）都有其擅長之處及其弱點，也可能需依艺术的传播方式而定。例如，汽车追逐场景，对于影像来说可能很合适，如果是写诗的话，就不好理解，因为诗的媒介的基本构成对于传达追逐场景的信息实在是太贫乏了。这种观点还能再改良一下，相对于十四行诗而言，或许可以说俳句在传达恋人间的爱恋方面同样是糟糕的载体。对于艺术家来说，本质主义是有吸引力的，因为它不仅描绘了艺术和媒介的作用，同时也规定了一种评估艺术的方法（质量与有机形式相关）。
不過因為一直無法定義這種媒介的有機形式，也產生許多有關本質主義的批評，例如詩的媒介到底是什麼？倘若有机形式是语言，又该如何同散文相区分？很难说到底区别是在媒介上，还是艺术类型上。跟有机形式相关的问题，诸如它的定义、它对艺术的作用，仍然有争议。通常，实践型的艺术家认同有机形式这一概念的部分形式，然而，哲学家却倾向于认为含糊且没有意义。

## 形而上学

### 存在问题
包括戈特弗里德·威廉·莱布尼兹和马丁·海德格尔和路德维希·维特根斯坦在内的哲学家称其为形而上学的基本问题。此问题是普遍的，而不是关于什么具体的存在，如宇宙的大爆炸、数学规律、物理规律、时间、意识或神。

### 个性化问题
个性化原则与普遍性问题有关，个性化原则是使普遍性个性化的原则。